# Mary Daly
(Mary Daly, La Chiesa e il secondo sesso, prefazione alla 2ª edizione, 1975)
Mary Daly (Schenectady, 16 ottobre 1928 – Gardner, 3 gennaio 2010) è stata una filosofa e teologa statunitense femminista, di estrazione cattolica.

## Biografia
Nata da una famiglia di origine irlandese e di religione cattolica, Mary Daly frequentò il College of Saint Rose e la Catholic University of America, laureandosi in Lingua inglese e in religione nel Saint Mary's College dell'Indiana. Intenzionata a studiare teologia, e poiché nessuna università degli Stati Uniti concedeva tale dottorato a una donna, si trasferì alla fine degli anni Cinquanta a Friburgo, in Svizzera, iscrivendosi nella locale Università statale.
«Straniera in una terra straniera, lì mi sentivo libera, mentre facevo ciò che avevo scelto di fare, in un posto apparentemente improbabile. Accumulavo lauree dottorali, la prima in teologia e la seconda in filosofia, mentre guadagnavo abbastanza denaro per sopravvivere dando lezioni di filosofia a studenti americani». Ripensando dieci anni dopo all'esperienza di quegli anni,  Daly ne vedrà gli aspetti contraddittori rispetto allo sviluppo della propria formazione: «ascoltare lezioni in latino impartite da preti domenicani in lunghi abiti bianchi, le cui lezioni talvolta avevano più senso quando non si capiva la lingua [...] apprendere l'intensa disciplina intellettuale di una cultura già allora scomparsa dalla maggior parte della superficie del nostro pianeta [...] un'esperienza estatica di sette anni [...]».
Nel gennaio 1965  Daly aveva pubblicato, in seguito alla lettura di un articolo di un'intellettuale cattolica, Rosemary Lauer, insegnante di filosofia alla St. John's University di New York, che rivolgeva critiche all'atteggiamento di chiusura paternalistica della Chiesa nei confronti delle donne, un articolo, A Built-in Bias (Un pregiudizio insito), nel quale riprendeva le sue considerazioni sul comportamento sessista della Chiesa, che aveva attirato su di lei l'attenzione di un editore londinese il quale le aveva proposto di scrivere un libro sull'argomento. Fu così che Mary Daly cominciò la stesura di The Church and the second sex.
Nell'autunno del 1965 si recò a Roma per assistere ad alcune sedute del Concilio Vaticano II: «C'era un esuberante senso di speranza. La maggior parte di noi pensava ciò significasse che c'era speranza per la chiesa». A San Pietro, seduta nel settore riservato alla stampa, osservò a distanza il gran numero di cardinali e vescovi, «uomini anziani in vesti color cremisi» e, in un altro settore, gli uditori, tra i quali «alcune donne cattoliche, per lo più suore con lunghe vesti nere e il capo velato. Il contrasto tra il portamento arrogante e l'abbigliamento vistoso di quei "principi della chiesa" e l'atteggiamento umile, dimesso e le vesti scure di quelle pochissime donne suscitava sgomento». Solo discorsi di uomini, «voci senili, fesse, lagnose»: le poche donne «sedevano docilmente, ascoltando la lettura in latino di documenti che né loro né i lettori sembravano comprendere». Il messaggio di quella scena «s'impresse profondamente nella mia coscienza a caratteri di fuoco. Nessun film di Fellini avrebbe potuto superare quell'involontaria autoparodia del cattolicesimo».
Tornò a Friburgo e di qui negli Stati Uniti, per insegnare dal 1967 nel Boston College, un Istituto tenuto dai Gesuiti: The Church and the second sex fu pubblicato nel 1968, e quell'anno la direzione del College le mutò il rapporto di lavoro in un contratto a termine. Il licenziamento, avvenuto nel 1969, nel quale si ravvisarono le cause nel contenuto del suo libro, suscitò grandi proteste da parte degli studenti e delle studentesse e un forte richiamo mediatico: nel contenzioso con l'amministrazione dell'Università  Daly ebbe l'impressione che si stesse svolgendo «una battaglia archetipa tra i principati e le potestà [...] sotto l'insidioso velo della segretezza si stava distruggendo la mia futura carriera di docente». Inaspettatamente però, l'Istituto le offrì un nuovo contratto a tempo indeterminato.
Mary Daly trasse un personale insegnamento di carattere generale dalla vicenda: «i giudici del mio libro non avevano mai scritto un libro né capito il mio. Sedendo in giudizio per condannare il mio insegnamento, avevano però paura del corpo studentesco che non sapeva che farsene del loro insegnamento [...] mi apparivano sempre più chiari gli stretti legami tra le strutture oppressive di una società patriarcale e la dinamica distruttiva che esse generano nelle loro vittime».
Nel 1999 seguì un nuovo licenziamento, a causa del suo rifiuto di tenere lezioni in una classe mista:  Daly giustificava la sua volontà di tenere corsi in due classi separate sostenendo che l'efficacia dell'insegnamento tenuto in un'unica classe mista ne avrebbe risentito negativamente, ma la magistratura le diede torto.
Il femminismo radicale di Mary Daly continua a esercitare una particolare influenza sul movimento e la teologia femminista. Vegetariana, ha anche sviluppato il concetto di biofilia, contro quello di necrofilia sociale, prendendo posizione contro la pratica della vivisezione, la produzione e commercializzazione di pellicce animali e battendosi a favore del riconoscimento dei diritti degli animali. È stata anche membro del Comitato consultivo del Feminists For Animal Rights.

## Opere
Ne La chiesa e il secondo sesso, titolo che richiama il titolo di un libro famoso di Simone de Beauvoir,  Daly sostiene che il cristianesimo ha contribuito a mantenere l'oppressione delle donne, e afferma la necessità che la Chiesa cattolica si rinnovi profondamente per superare la sua visione conservatrice della società e delle relazioni umane.
In una successiva edizione del libro, ha espresso la sua completa sfiducia nella possibilità che la Chiesa riveda sostanzialmente le sue posizioni. Il suo libro successivo, Beyond God the Father. Toward a Philosophy of Women's Liberation (1973) rappresenta la fondazione di una teologia femminista che interpreta l'androcentrismo dell'ebraismo e del cristianesimo, affermando la tesi che la visione sessista della Chiesa sia connaturata alle sue premesse teologiche fondamentali: «Se Dio è maschio, allora il maschio è Dio».
I miti della creazione e della caduta narrati nel Genesi rappresentano l'espressione riflessa della subordinazione e dell'oppressione della donna vigente nella società patriarcale: che la donna Eva possa essere creata dall'uomo Adamo sarebbe in sé un puro controsenso logico, se non avesse la sua giustificazione ideologica nella volontà di affermare la priorità maschile, tanto quanto la responsabilità del peccato originale fatta ricadere primariamente su Eva è la volontà di indicare nella donna il «capro espiatorio primordiale», che legittima il disprezzo maschile nei confronti della donna e l'autosvalutazione di sé della donna a causa dell'introiezione del senso di colpa derivato.
Cacciate nella società patriarcale nel ruolo subordinato di serve dell'uomo, «le donne sono state condizionate a considerare riprovevole ogni atto che affermi il valore dell'ego femminile. L'ambizione femminile può passare solo quando viene diluita nell'ambizione vicaria tramite il maschio o per conto di valori patriarcali». In quest'ultimo caso la donna è «buona», esprime valori positivi poiché mette al centro della propria vita il marito e i figli: altrimenti torna ad essere una scomoda figlia di Eva, un nemico, una donna ambigua e perversa che pretende di affermare la propria immagine uscendo dal suo ruolo di subordinazione.
Evadere dalla condizione di essere subordinato significa affermare il proprio potere: «le streghe furono persone realmente esistenti condannate dalla gerarchia ecclesiastica che si sentiva minacciata dal loro potere. Infatti potere è una parola chiave per capire perché furono scelte per questo orribile fato certe donne e non altre. Gli autori del Malleus Maleficarum asserirono che, tra le donne, le levatrici sorpassavano in malvagità tutte le altre. Come evidenzia Michelet, c'è ragione di credere che le levatrici e le guaritrici fossero grandemente temute dalla Chiesa perché il loro potere minacciava la supremazia del clero».

### Traduzioni italiane
- La Chiesa e il secondo sesso, Milano, Rizzoli 1982
- Al di là di Dio padre. Verso una filosofia della liberazione delle donne, Roma, Editori Riuniti 1990 ISBN 88-359-3397-8
- Quintessenza. Realizzare il futuro arcaico, Venexia 2005 ISBN 88-87944-33-4